# Monte Sparviere
Il monte Sparviere è un rilievo della catena orientale del massiccio del Pollino, situato al confine tra la Calabria e la Basilicata. La sua cima ricade tra i comuni di Cerchiara di Calabria (CS) e Terranova di Pollino (PZ). Il centro abitato più  vicino è Alessandria del Carretto (a soli 5 km).

## Etimologia
Il nome Sparviere o Sparviero deriverebbe dall'omonimo uccello (Accipiter nisus), il quale rapace si trova raramente nei paesi meridionali d'Europa, nidificando solo in aree di alta montagna, alle soglie dei 2.000 m. Gli esemplari di sparviero nidificano nell'appennino meridionale esclusivamente sui monti del Pollino, nei rilevi del Sirino e più raramente della Sila, sebbene sia spesso confuso con il suo principale sosia e antagonista, l'astore (Accipiter gentilis).

## Territorio
È la vetta principale del gruppo dello Sparviere (o monti dello Sparviere o monti della Prevìtera), di cui fanno parte anche il Timpone della Neviera (1.578 m), il Timpone Tacca Peppino (1.679 m), il Timpone della Rotondella (1.666 m), il Timpone Bardisce (1.679 m), il Cozzo Sarcone (1.578 m), il Timpone la Bruscata (1.415 m), la Serra di Paola (1.386 m), il Capo dell'Olmo (1.339 m), il Timpone Montillo (1.207 m) e la Serra di Lagoforano (1.628 m).
Il monte Sparviere è costituito da due pendici con conformazioni molto differenti: la pendice calabrese e la pendice lucana.

### La pendice calabrese
La pendice calabrese è costituita da un crestone marnoso di colore grigio-verdastro, che domina il vallone Lupara e la valle in cui scorrono i primi canali montuosi della fiumara Saraceno. Nei pressi del vallone Lupara si trova la cappella della Madonna dello Sparviere (o di Bruscato), alla quale zona si accede seguendo un tortuoso tracciato sterrato che attraversa il crestone nord-orientale del monte e raggiunge anche il centro abitato di Alessandria del Carretto. Nella prima domenica di agosto si celebra la festa dedicata alla Madonna.
Nella parte calabrese, soprattutto in prossimità del vallone Lupara, si trova una fitta vegetazione di aceri, ontani e querce, che costituisce il bosco Francomano, il bosco della Bruscata di Alessandria, il bosco della Cannariata, e il bosco della Difisa.

### La pendice lucana
La pendice lucana è caratterizzata dalla presenza di numerosi boschi, costituiti da esemplari di aceri, felci e pioppi, come la valle Nera e l'imponente bosco di Lagoforano, da cui prende anche il nome la Baia di Lagoforano, posta tra lo Sparviere e i monti del massiccio centrale del Pollino. Il Lagoforano o Lago Forano è una conca posta a circa 1.550 m s.l.m., che durante la stagione tardo-primaverile diventa colma d'acqua, grazie all'alimentazione idrica favorita dallo scioglimento delle nevi.
Nella valle Nera, nel Bosco della Spinazzeta e nel bosco Bruscata di Terranova dominano alcuni esemplari di abete bianco, "il principe dei boschi", che può raggiungere anche l'altezza di 40 m.
In questi boschi sono state osservate ben sei diverse specie di acero: Acer opalus, Acer monspessulanum, Acer campestre, Acer lobelii, Acer pseudoplatanus, Acer platanoides; questo costituisce un grande primato nell'ambito forestale, botanico e paesaggistico.

## Galleria d'immagini

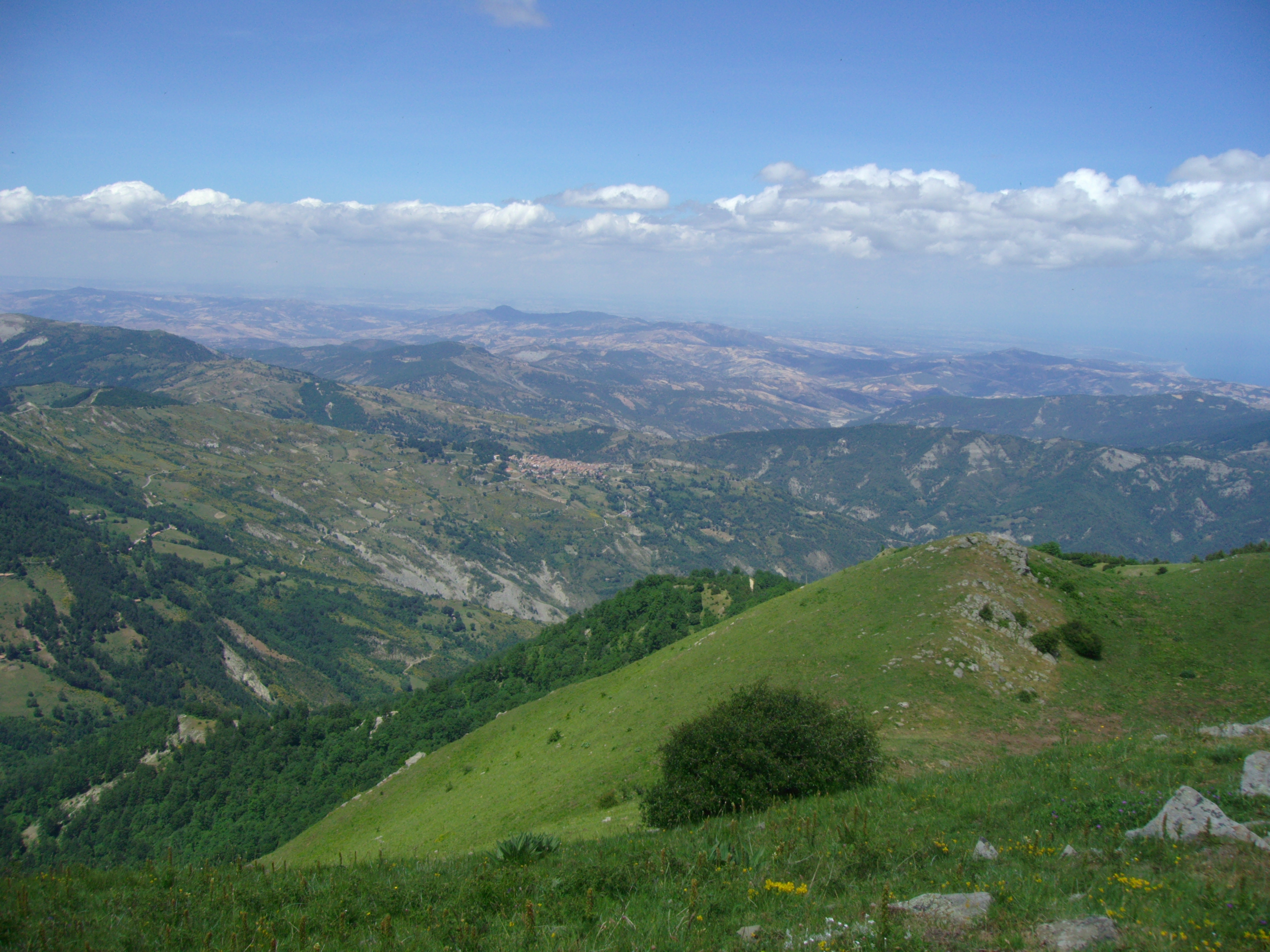
Alessandria del Carretto vista dal monte Sparviere
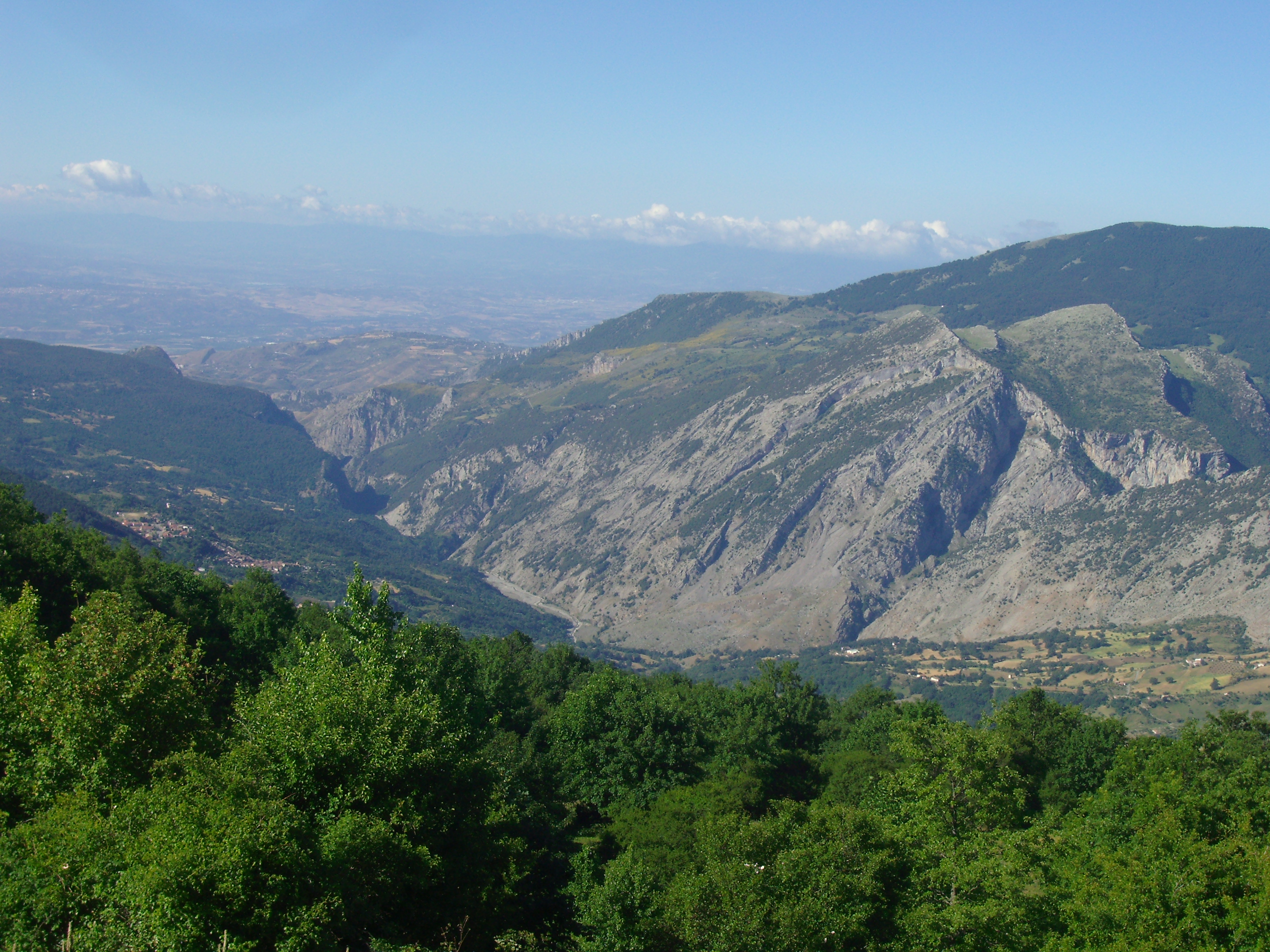
Gole del Raganello e San Lorenzo Bellizzi visti dal monte Sparviere
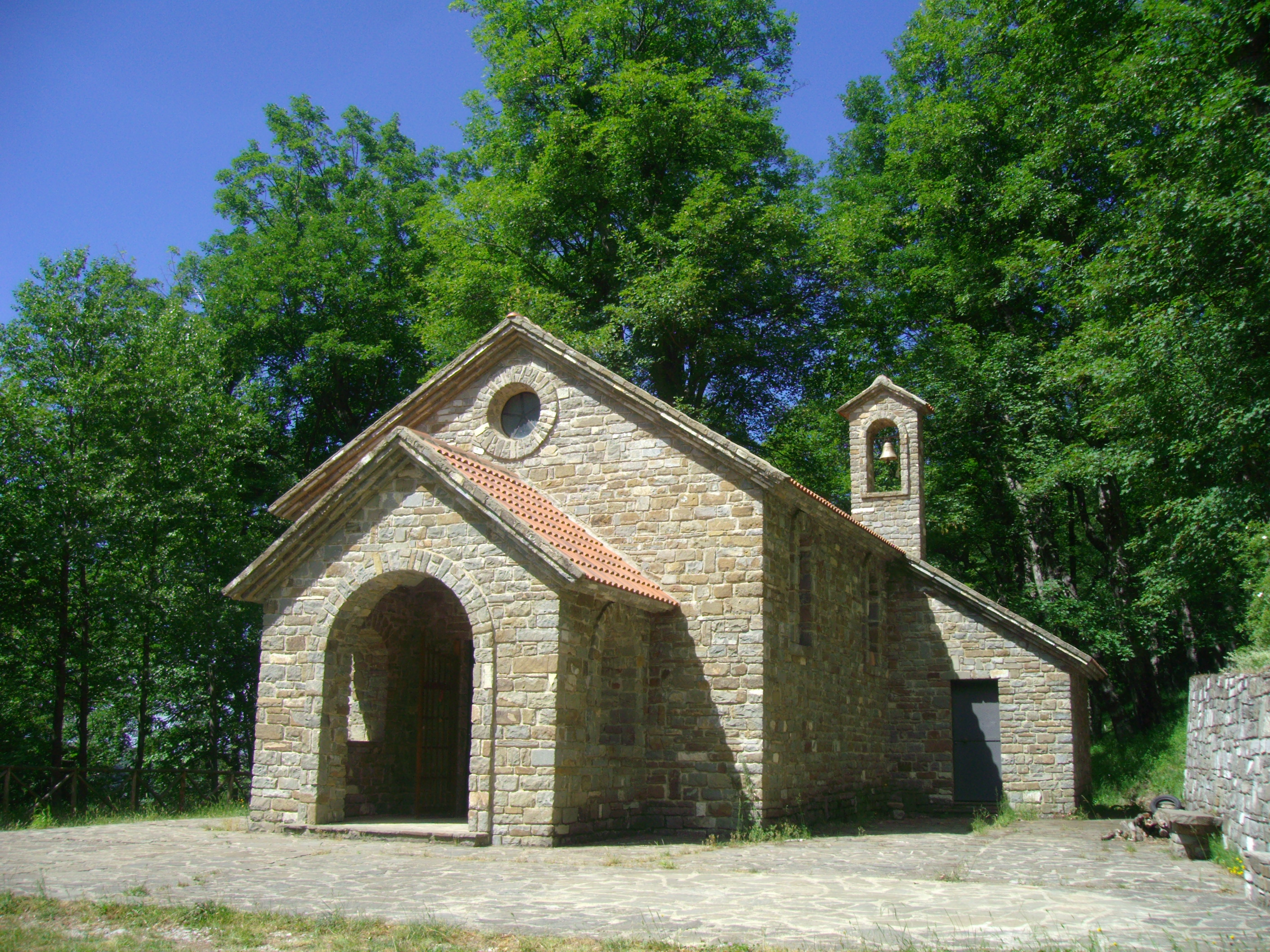
Chiesetta della Madonna dello Sparviere
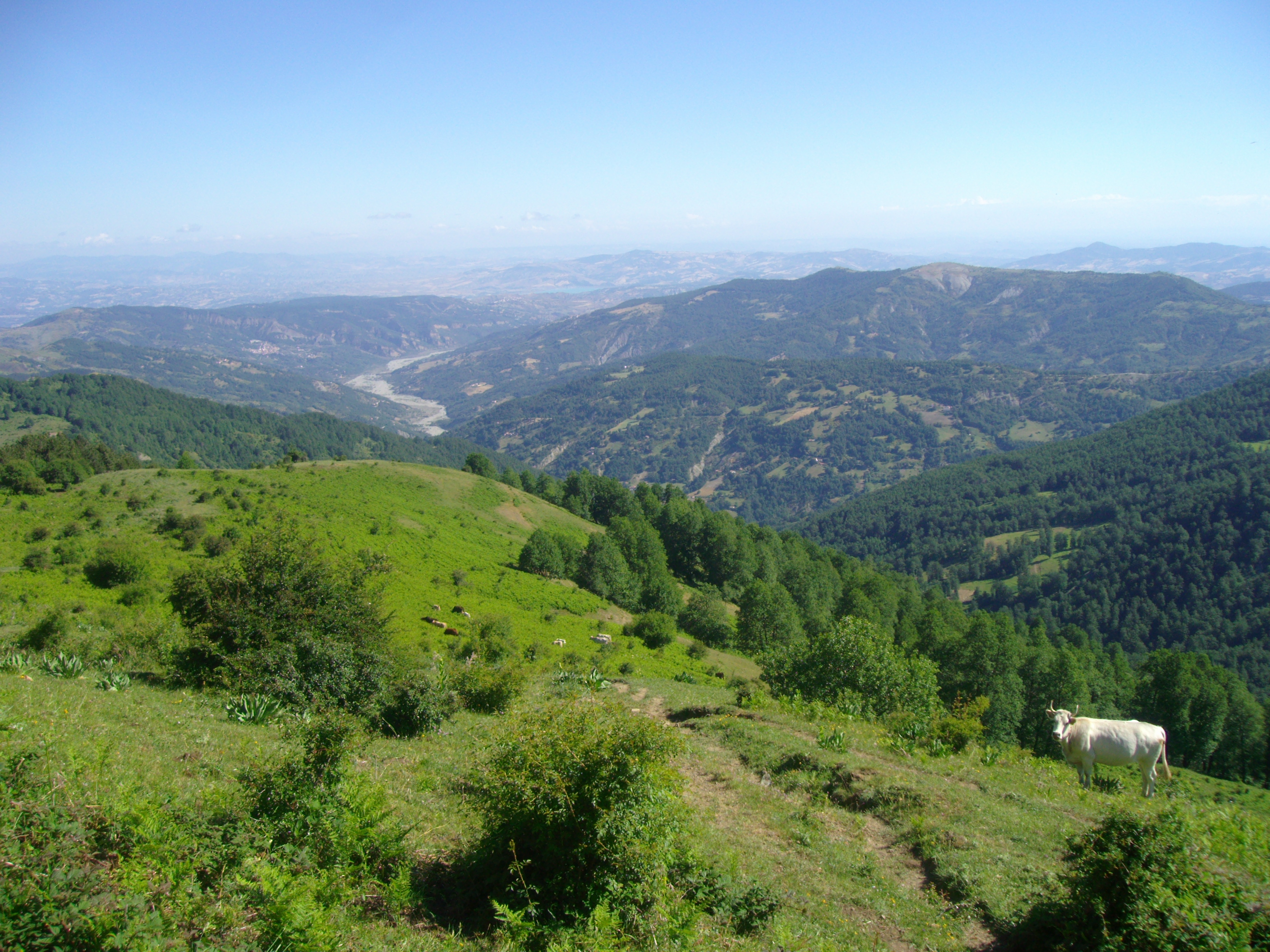
Valle del torrente Sarmento vista dallo Sparviere; sullo sfondo il lago di monte Cotugno
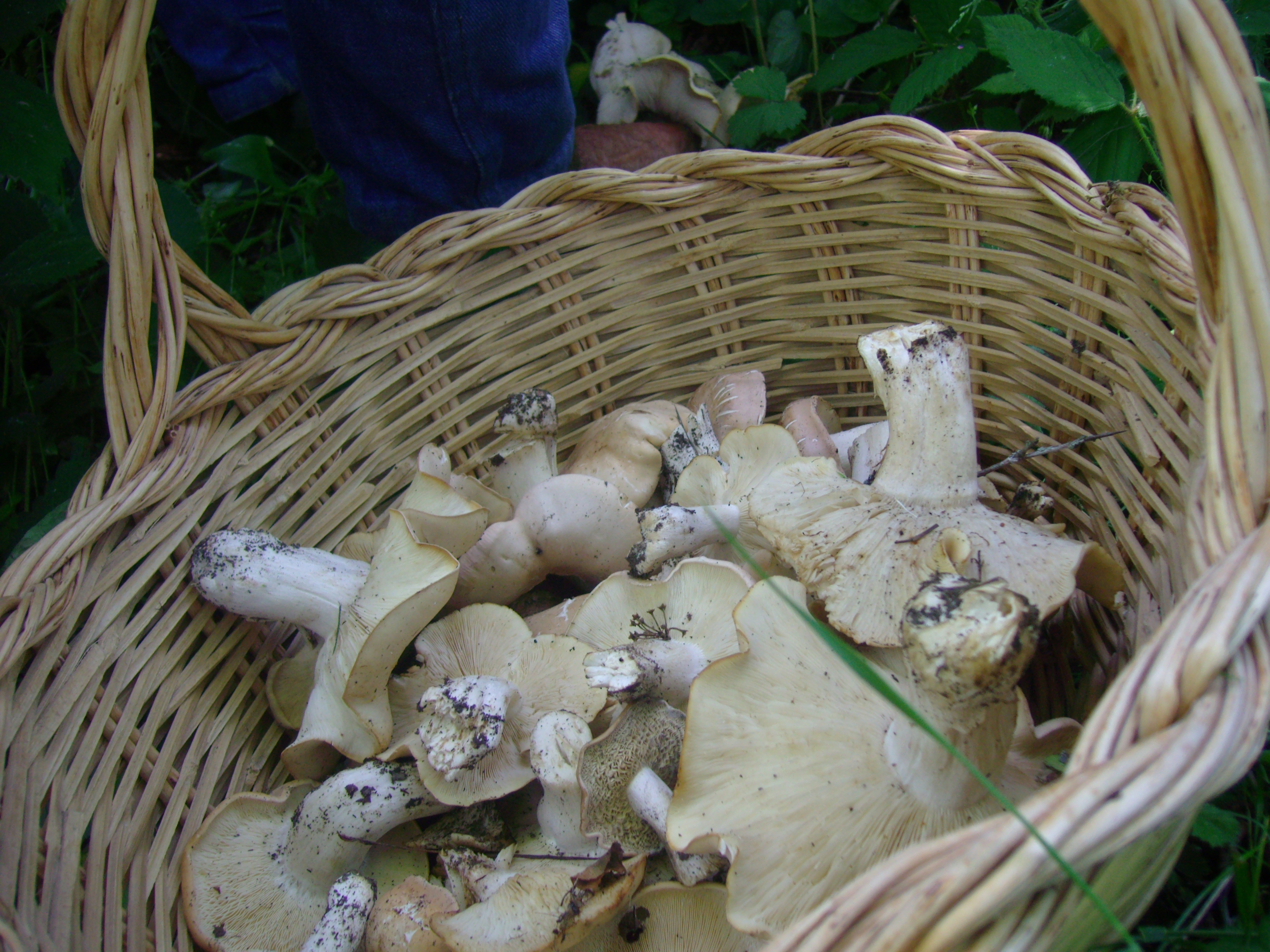
Prugnoli raccolti nei boschi dello Sparviere; chiamati nel dialetto locale miscerùhe, i funghi di San Giorgio o prugnoli sono funghi molto comuni nei boschi del monte Sparviere durante il periodo primaverile
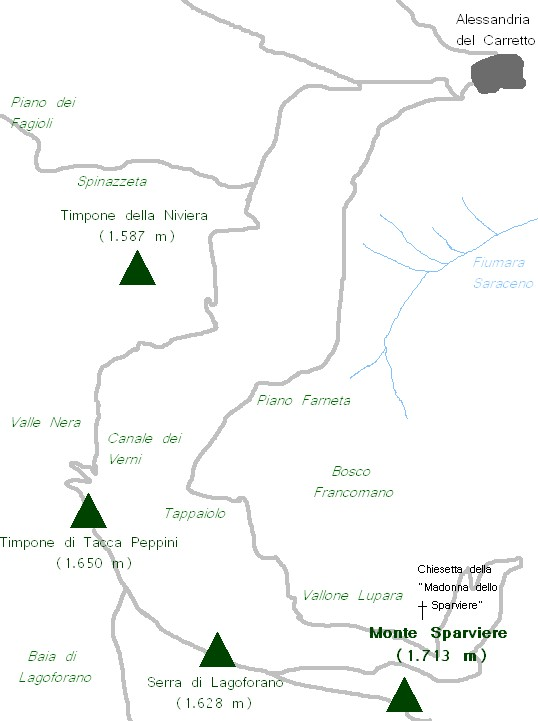
Gruppo dello Sparviere